# ستيفن إتش ديفيس
ستيفن إتش ديفيس (بالإنجليزية: Stephen H. Davis)‏ هو أستاذ جامعي ورياضياتي أمريكي، ولد في 7 سبتمبر 1939 في نيويورك في الولايات المتحدة.